# Shannon (cantante surcoreana)
Shannon Arrum Williams (Birmingham, Inglaterra, 26 de mayo de 1998), conocida profesionalmente como Shannon, es una cantante y actriz surcoreana-británica. Debutó oficialmente como solista en diciembre de 2014 con su sencillo digital, Daybreak Rain.

## Biografía
Shannon Arrum Williams nació el 26 de mayo de 1998 en Inglaterra de padre galés, Chris Williams Lees, y de madre coreana, Kim Jung-mi. Shannon (nombre coreano: Kim Arrum [coreano: 김아름]; RR: Gim Areum]) es la más joven de su familia con dos medio hermanos gemelos mayores, Christian y Jonah Lees, de la relación anterior de su padre. Asistió a la Sylvia Young Theatre School de Londres y, a la edad de 7 años, le dieron el papel de Cosette en el musical Les Misérables. Shannon estudió en la Dwight School Seoul pero la abandonó.
Shannon fue entrenada originalmente para estar en un grupo femenino, el cual era F-ve Dolls, como su vocalista principal, pero luego su agencia cambió sus planes y anunció que continuaría entrenando para preparar su debut como solista. Ella reveló en una entrevista para una revista: "Me estaba preparando para debutar como la vocalista principal de un grupo de chicas, pero tenía mucha codicia por cantar. Le pedí a mi agencia que me dejara debutar como solista. Estoy agradecido de que decidieron escucharme y pude ir solo ".

## Carrera
Shannon apareció por primera vez en los medios de comunicación de Corea del Sur a través de Star King de SBS en 2010 y ganó atención después de que expresó su excelencia como cantante en 2011. Core Contents Media reclutó a Shannon después de ver su excelente actuación en Star King de SBS en 2011.
En 2012, Shannon lanzó un sencillo de colaboración, Day and Night con Areum (exmiembro de T-ara) y Gun-ji (Gavy NJ) y también apareció en la canción del cantante Yangpa, "Together". El 23 de noviembre, Shannon apareció en un episodio de Hidden Singer 2 de JTBC como uno de los imitadores de la cantante IU.
El 8 de enero de 2014, Shannon apareció en Hidden Singer 2 de JTBC para la ronda final de King of Kings e interpretó "Good Day" de IU y "Listen" de Beyoncé, pero fue eliminada antes de la ronda final. El 29 de enero, su sencillo predebut "Remember You" con Jongkook de Speed fue lanzado para conmemorar el final de su entrenamiento de tres años para su debut.  El 12 de febrero, Shannon hizo una aparición en el showcase de su compañera de agencia, Speed Day, que se emitió en SBS MTV. Interpretó "Let It Go", una canción de la película Frozen, y "Diamonds" de Rihanna con Dani.  El 1 de diciembre, Shannon hizo su debut oficial con un sencillo digital titulado "Daybreak Rain". El sencillo llegó al número 32 en la lista digital de Gaon.  El 26 de diciembre, junto con Vasco y Giriboy lanzaron un sencillo de colaboración titulado "Breath".
El 6 de marzo de 2015, Shannon lanzó su primer miniálbum, Eighteen, que consta de siete pistas con el sencillo principal "Why Why".  El 10 de julio de 2015, la colaboración de Shannon con el rapero Yuk Ji-dam lanzó el sencillo digital "Love X Get Off".  En septiembre de 2015, se confirmó que Shannon protagonizaría el drama de KBS Moorim School.
El 3 de marzo de 2016, Shannon lanzó un sencillo, "Lachrymal Gland", con Soheechan como parte del proyecto 2gether.
Del 20 de noviembre de 2016 al 9 de abril de 2017 participó en el reality show televisivo K-pop Star 6: The Last Chance. Ella compitió contra otros aprendices e individuos talentosos con la esperanza de conseguir un contrato que le otorgara al ganador promociones de YG, JYP y Antenna Music. Shannon recibió grandes elogios por su habilidad técnica para el canto, pero fue criticada por su falta de emoción. Fue seleccionada para el grupo de YG y cantó canciones como "Man in the Mirror", "Who's Your Mama", "Happy" y "Ain't No Other Man". Ella avanzó al Top 4 (semifinales) antes de ser eliminada.
Shannon lanzó su segundo sencillo digital "Love Don't Hurt" el 26 de junio de 2017. El sencillo contiene dos versiones: una versión coreana (con Lil 'Boi) y una versión en inglés con Amber de f (x). Su segundo miniálbum, Hello, lanzado el 28 de julio con cinco pistas, incluida la canción principal del mismo nombre y el sencillo "Love Don't Hurt" lanzado anteriormente.  Shannon realizó su presentación de regreso en el Yes24 Muv Hall el 27 de julio, un día antes del lanzamiento del álbum;  actuó en Music Bank  al día siguiente. El video musical de "Hello" fue lanzado el 31 de julio.
El 24 de junio de 2018, Shannon lanzó su tercer sencillo digital "Hatred Farewell".
En la primera mitad de 2019, Shannon anunció que dejaría MBK luego de la expiración de su contrato en el mismo año.

## Discografía

### EP
| Título                                                                        | Detalles del álbum                                                                                  | Tabla de picos <br /> posiciones                                                                   | Ventas      |
| Título                                                                        | Detalles del álbum                                                                                  | KOR <br />                                                                                         | Ventas      |
| ----------------------------------------------------------------------------- | --------------------------------------------------------------------------------------------------- | -------------------------------------------------------------------------------------------------- | ----------- |
| Dieciocho                                                                     | - Lanzamiento: 5 de marzo de 2015 - Discográfica: MBK Entertainment - Formato: CD, descarga digital | 17                                                                                                 | - KOR: 794+ |
| Hola                                                                          | - Lanzamiento: 28 de julio de 2017 - Discográfica: MBK Entertainment - Formato: descarga digital    | rowspan="" style="background-color:none;color:black; text-align:center; vertical-align:middle;" \| |             |
| "-" indica lanzamientos que no se registraron o no se lanzaron en esa región. | | |             |

### Individual
| Título | Año  | Posiciones máximas del gráfico | Posiciones máximas del gráfico                                                                                  | Ventas <br /> (descargas digitales) | Álbum     |
| Título | Año  | KOR                            | KOR <br /> Caliente 100                                                                                         | Ventas <br /> (descargas digitales) | Álbum     |
| --- | ---- | ------------------------------ | --- | ----------------------------------- | --------- |
| "Lluvia del amanecer" | 2014 | 32                             | | - KOR: 66,255+                      | Dieciocho |
| "Porque porque" | 2015 | 100                            | - KOR: 14,713+                                                                                                  |                                     | Dieciocho |
| "El amor no duele" (hazaña. Lil 'Boi) | 2017 | -                              | rowspan="4" rowspan="" style="background-color:none;color:black; text-align:center; vertical-align:middle;" \|  | Hola                                |           |
| "Hola" | 2017 | -                              | - | Hola                                |           |
| "Como esta noche" | 2017 | -                              | rowspan="" style="background-color:#Non-album single;color:black; text-align:center; vertical-align:middle;" \| |                                     |           |
| "Adiós al odio" | 2018 | -                              | rowspan="" style="background-color:#Non-album single;color:black; text-align:center; vertical-align:middle;" \| |                                     |           |
| "-" indica lanzamientos que no se registraron o no se lanzaron en esa región. <br /> "*" indica que el gráfico no existía en ese momento. |      |                                | |                                     |           |

### Colaboraciones y bandas sonoras
| Año  | Canción                                                            | Álbum                                                                | Observaciones                                         |
| ---- | ------------------------------------------------------------------ | -------------------------------------------------------------------- | ----------------------------------------------------- |
| 2012 | "Mi amor"                                                          | Juntos                                                               | con Yangpa                                            |
| 2012 | "Día y noche (amar a todos)"                                       | Día y noche                                                          | con Lee Areum y Gun-ji de Gavy NJ                     |
| 2014 | "Te recuerdo"                                                      | Te recuerdo                                                          | con Jongkook                                          |
| 2014 | "Aliento"                                                          | Aliento                                                              | con Vasco y Giriboy                                   |
| 2015 | "Mi amor que me amaba más de lo que yo me amaba a mí mismo"        | Canciones inmortales: Cantando la leyenda (Compositor Yoo Seung-yup) |                                                       |
| 2015 | "Recuerda y ama"                                                   | Shine or Go Crazy OST                                                |                                                       |
| 2015 | "Love X Go Away"                                                   | Que cae                                                              | con Yuk Ji-dam                                        |
| 2016 | "Glándula lagrimal"                                                | Heyne - 2getherProject                                               | con Soheechan                                         |
| 2017 | "¿Quién eres tú mamá?"                                             | K-Pop Star Temporada 6 TOP10 Parte 1                                 |                                                       |
| 2017 | "Ver a través de"                                                  | K-Pop Star Temporada 6 TOP8 Part.1                                   |                                                       |
| 2017 | "Feliz"                                                            | Estrella del K-Pop Temporada 6 TOP6                                  |                                                       |
| 2017 | "Tengo una novia"                                                  | Estrella del K-Pop Temporada 6 TOP4                                  | con Yuk Ji-dam                                        |
| 2017 | "Tengo un amante (premio a la mejor actriz por el día Fennec Fox)" | King of Mask Singer Episodio 115                                     |                                                       |
| 2017 | "Stop the Time (Premio a la mejor actriz por el día Fennec Fox)"   | King of Mask Singer Episodio 116                                     |                                                       |
| 2017 | "El amor es ... (3 ＋ 3 = 0)"                                      | Fantástico dúo 2 parte 13                                            | con Park Seul-gi, Lee Hong-gi, DinDin, Sleepy y Jessi |
| 2018 | "Azul"                                                             | Dunia: Into a New World OST                                          | con DinDin                                            |
| 2019 | "Viento"                                                           | Elemento OST                                                         |                                                       |

## Filmografía

### Videojuegos
| Año  | Título   | Papel |
| ---- | -------- | ----- |
| 2020 | Valorant | Jett  |

### Series de televisión
| Año  | Título                            | Red  | Papel   | Notas          |
| ---- | --------------------------------- | ---- | ------- | -------------- |
| 2016 | Escuela Moorim: Saga of the Brave | KBS2 | Shannon | Rol de soporte |

### Espectáculos de variedades
| Año                  | Título                                                          | Red       | Notas                                                                              |
| -------------------- | --------------------------------------------------------------- | --------- | ---------------------------------------------------------------------------------- |
| 2010-2011, 2013-2014 | Rey estrella                                                    | SBS       | 147,172, 198, 392, 393                                                             |
| 2013-2014            | Cantante oculta 2                                               | JTBC      | 7, 14-16                                                                           |
| 2014                 | Cantante oculta 3                                               | JTBC      | 10, 15                                                                             |
| 2015                 | Canciones inmortales 2                                          | KBS       | 185                                                                                |
| 2015                 | Mi vecino, charles                                              | KBS       | 6–9, 28                                                                            |
| 2015                 | 2015 Campeonato de atletismo Idol Star de la temporada de otoño | MBC       | 1-2                                                                                |
| 2016                 | Consíguelo belleza                                              | Onstyle   |                                                                                    |
| 2016                 | Estrella de radio                                               | MBC       | 482                                                                                |
| 2016-2017            | Kpop Star 6                                                     | SBS       | TOP 4                                                                              |
| 2017                 | Cantante Rey de la Máscara                                      | MBC       | Concursante como "Premio a la mejor actriz del día Fennec Fox" (episodios 115-116) |
| 2017                 | Idol Show K-Rush                                                | Mundo KBS |                                                                                    |